# La Chapelle-d’Angillon
La Chapelle-d’Angillon – miejscowość i gmina we Francji, w Regionie Centralnym, w departamencie Cher.
Według danych na rok 1990 gminę zamieszkiwało 687 osób, a gęstość zaludnienia wynosiła 68 osób/km² (wśród 1842 gmin Regionu Centralnego La Chapelle-d’Angillon plasuje się na 553. miejscu pod względem liczby ludności, natomiast pod względem powierzchni na miejscu 1141.).